# Bobartia rufa
Bobartia rufa är en irisväxtart som beskrevs av P.Arne K. Strid. Bobartia rufa ingår i släktet Bobartia och familjen irisväxter. Inga underarter finns listade i Catalogue of Life.